# オールカテゴライズ
「オールカテゴライズ」は、2015年12月2日にビーイングから発売された焚吐の1枚目のシングル。

## 解説
焚吐のデビュー作となった本作は、表題曲がTBS系アニメ『ヤング ブラック・ジャック』のエンディング・テーマに起用された。この曲に関しては「他人のエゴや社会の倫理観など、全てをありのままに受け入れることは困難です。しかし、『それらを出来る限り前向きに捉えることで、より自由に生きられるようになるのではないか』、という思いを込めてこの曲を作りました」とコメントしている。
初回盤のみ表題曲のDVD及び大隈ゆうご書き下ろし絵柄ステッカーを封入。

## 収録曲
全曲　作詞・作曲：焚吐
1. オールカテゴライズ
編曲：Neru[3][4]
2. 子捨て山
編曲：カラスサヤボウ